# It’s a Hard Life
Az It’s a Hard Life a harmadik dal a brit Queen rockegyüttes 1984-es The Works albumáról. A szerzője Freddie Mercury énekes volt. A dal lassú, érzelmes zongoraballada, B dúrban íródott, és percenként 54-es a ritmusa. A bevezetőjében a Bajazzók című opera „Vesti la gubbia” áriájának egy dallama hallható. Mark Blake szerint miután az énekes a korábbi években megírta a vad szexuális életét, és féktelen életmódját, ezúttal az érzelmes szerelem utáni vágyát énekelte meg. A megírása során Mercury szorosan együtt dolgozott Brian May gitárossal, utóbbi elmondása szerint ő csak abban segített, hogy Mercury minél több ötletet ki tudjon hozni magából.
1984. július 16-án kislemezen is megjelent, és a hatodik helyet érte el az angol slágerlistán. A hozzá készült videóklipet Mercury ötlete alapján Tim Pope rendezte, a München közelében fekvő Arris filmstúdióban. A klip alapötlete a Bajazzók nyitójelenetének továbbgondolása, ennek megfelelően minden szereplő, még az együttes tagja is régimódi ruhákban szerepelt. Mercury ruháját az egykori sanzonénekesnő, Mistinguett egyik fellépőruhája alapján tervezték meg. A jelmez teljesen vörös színű volt, és huszonegy darab óriási „szemet” rögzítettek rá. Később azzal viccelődtek, hogy úgy nézett ki, mint egy hatalmas rák. A klipben May olyan gitár díszleten játszott, amely látszatra ember koponyából és csontokból készült, az értéke ezer font volt. Szerepelt a filmben Mercury barátja, és akkori szeretője, Barbara Valentin színésznő, és Reinhold Mack producer felesége. A klipet később az együttes tagjai is rossz emlékűnek, és kínosnak találták. Mind a ruhák, mind a díszlet gitár láthatók voltak a kislemez borítóján.
Csak az albumot követő The Works turnén (1984–85) játszották élőben.

## Közreműködők
- Ének: Freddie Mercury
- Háttérvokál: Freddie Mercury, Brian May, Roger Taylor

Hangszerek:
- Roger Taylor: dob
- John Deacon: basszusgitár
- Brian May: elektromos gitár
- Freddie Mercury: zongora

## Kiadás és helyezések
7" kislemez (EMI QUEEN 3, Anglia / Capitol B5372, Amerika)
1. It’s a Hard Life – 4:08
2. Is This the World We Created..? – 2:13

12" kislemez (EMI 12 QUEEN 3, Anglia)
1. It’s a Hard Life (Extended version) – 5:05
2. Is This the World We Created..? – 2:13

12" kislemez (Capitol SPRO-9169, Amerika)
1. It’s a Hard Life (Extended version) – 5:05
2. It’s a Hard Life – 4:08

| Év   | Lista                     | Helyezés |
| ---- | ------------------------- | -------- |
| 1984 | Brit kislemezlista        | 6        |
| 1984 | Amerika Billboard Hot 100 | 72       |
| 1984 | Ausztria Top 40           | 21       |
| 1984 | Belgium Ultratop          | 31       |
| 1984 | Hollandia MegaCharts      | 20       |
| 1984 | Ír slágerlista            | 2        |
| 1984 | Német slágerlista         | 26       |